# Желобы (Винницкая область)
Желобы́ (укр. Жолоби) — село на Украине, находится в Томашпольском районе Винницкой области Украины.
Код КОАТУУ — 0523982301. Население по переписи 2001 года составляет 347 человек. Почтовый индекс — 24224. Телефонный код — 4348.
Занимает площадь 1,753 км².

## Адрес местного совета
24224, Винницкая область, Томашпольский р-н, с. Желобы, ул. Нагирняка, 2

## Населення
По данным переписи населения Украины 2001 года в селе проживали 347 человек.
Родным языком назвали:
| Родной язык     | Количество человек | Доля    |
| --------------- | ------------------ | ------- |
| Украинский язык | 341                | 98,27 % |
| Молдавский язык | 4                  | 1,15 %  |
| Русский язык    | 2                  | 0,58 %  |

## Религия
В селе действует Иоанно-Богословский храм Томашпольского благочиния Могилёв-Подольской епархии Украинской православной церкви.

## Известные жители
В 1893 году в селе родился Оле́кса Бабі́й, поручник армии УНР, дважды орденоносец. В 1909 году в селе родился Герой Советского Союза Дмитрий Нагирняк.